# Rubus lamburnensis
Rubus lamburnensis är en rosväxtart som beskrevs av Rilstone. Rubus lamburnensis ingår i släktet rubusar, och familjen rosväxter. Inga underarter finns listade i Catalogue of Life.